# یواس‌اس کلیولند (ال‌پی‌دی-۷)
یواس‌اس کلیولند (ال‌پی‌دی-۷) (به انگلیسی: USS Cleveland (LPD-7)) یک کشتی است که طول آن 173.7 m (570 ft) overall, 167 meters (548 ft) waterline می‌باشد. این کشتی در سال ۱۹۶۶ ساخته شد.